# Puente Coatzacoalcos I
El puente Coatzacoalcos es un puente de elevación vertical que atraviesa el río Coatzacoalcos. Se localiza sobre la Carretera Federal 180 en el municipio de Coatzacoalcos, Veracruz.

## Historia
Fue construido por el gobierno federal a través de la Secretaría de Obras Públicas y se inauguró el 18 de marzo de 1962 por el presidente Adolfo López Mateos. En su momento fue la principal vía de comunicación terrestre entre la carretera transístmica y costera del golfo, previo a su construcción, era necesario cruzar en transbordador o ferrocarril.

### Colapso parcial de 1972
El 6 de octubre de 1972 dos de sus tramos colapsaron tras el impacto del buque tanque Lázaro Cárdenas que perdió el control con la corriente del río. Tras esto, el sureste quedó incomunicado por vía terrestre y para cruzar hacia el sur era necesario hacer un desvío por Tuxtla Gutiérrez y Pichucalco, Chiapas. Las pérdidas fueron de gran importancia por lo que los ingenieros Luis Enrique Bracamontes, secretario de Obras Públicas, y Antonio Dovalí Jaime, director de Pemex, coordinaron los trabajos de reparación para restablecer la comunicación. Fue necesario poner transbordadores al servicio del transporte de artículos perecederos. La reconstrucción, originalmente proyectada en 45 días, se hizo en 27 sin tomar en cuenta consideraciones estéticas ni el costo final de la obra.

## Galería

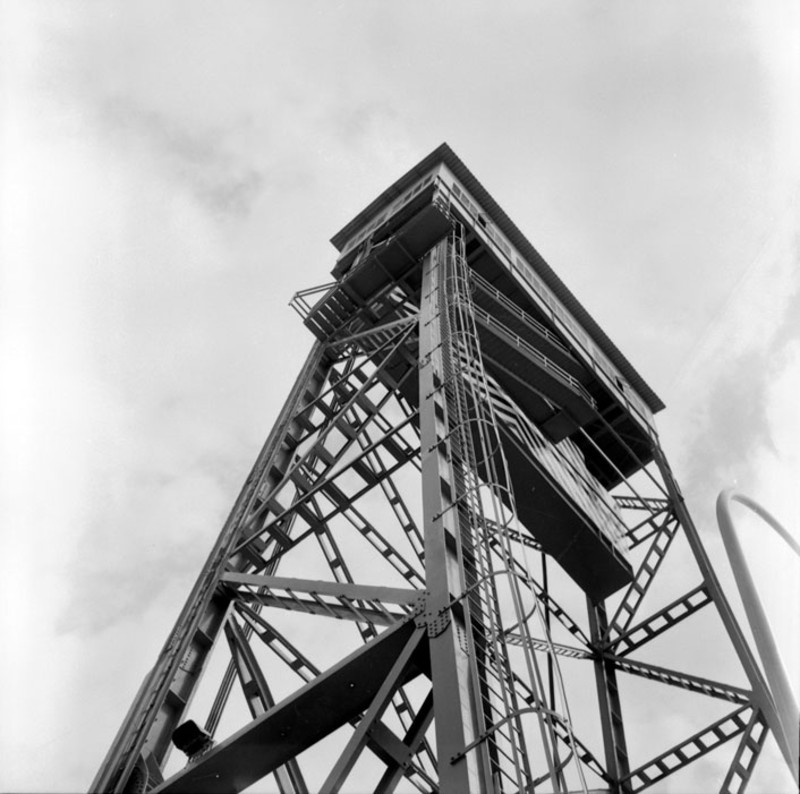
Estructura del puente Coatzacoalcos.
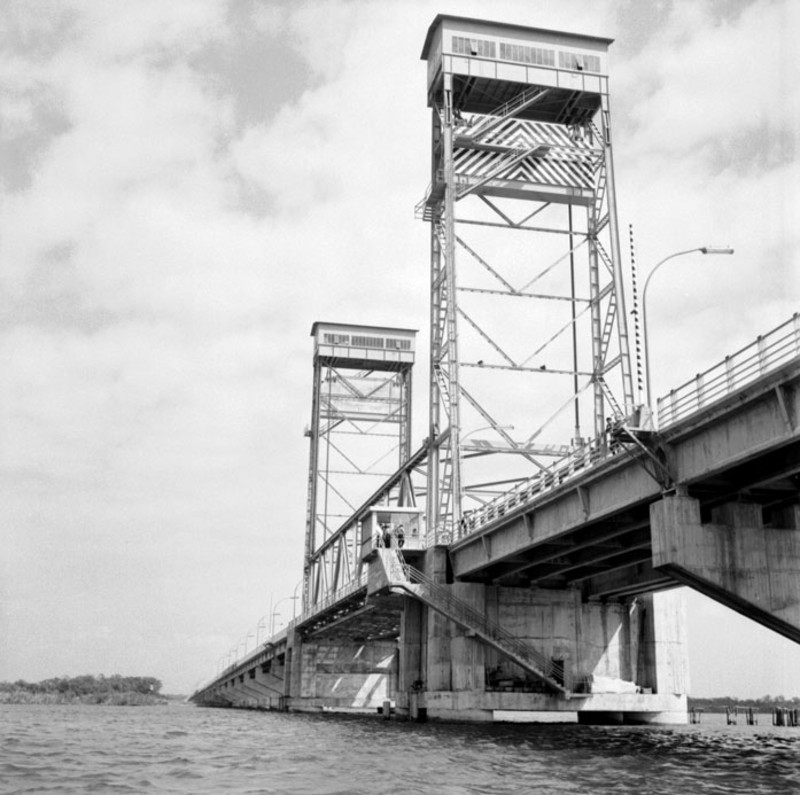
Puente Coatzacoalcos.
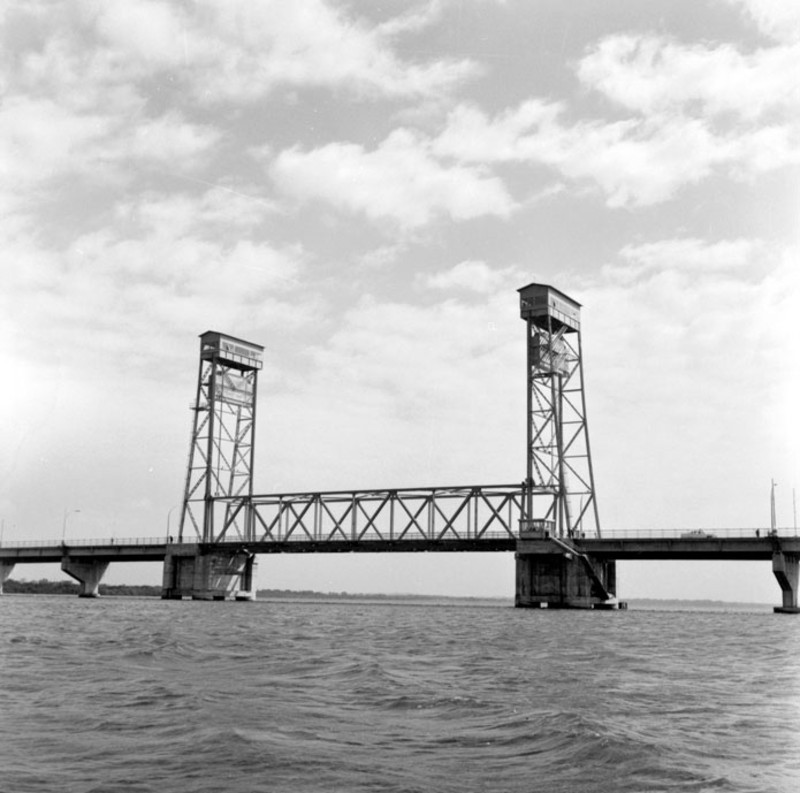
Puente Coatzacoalcos.